# 갈비살

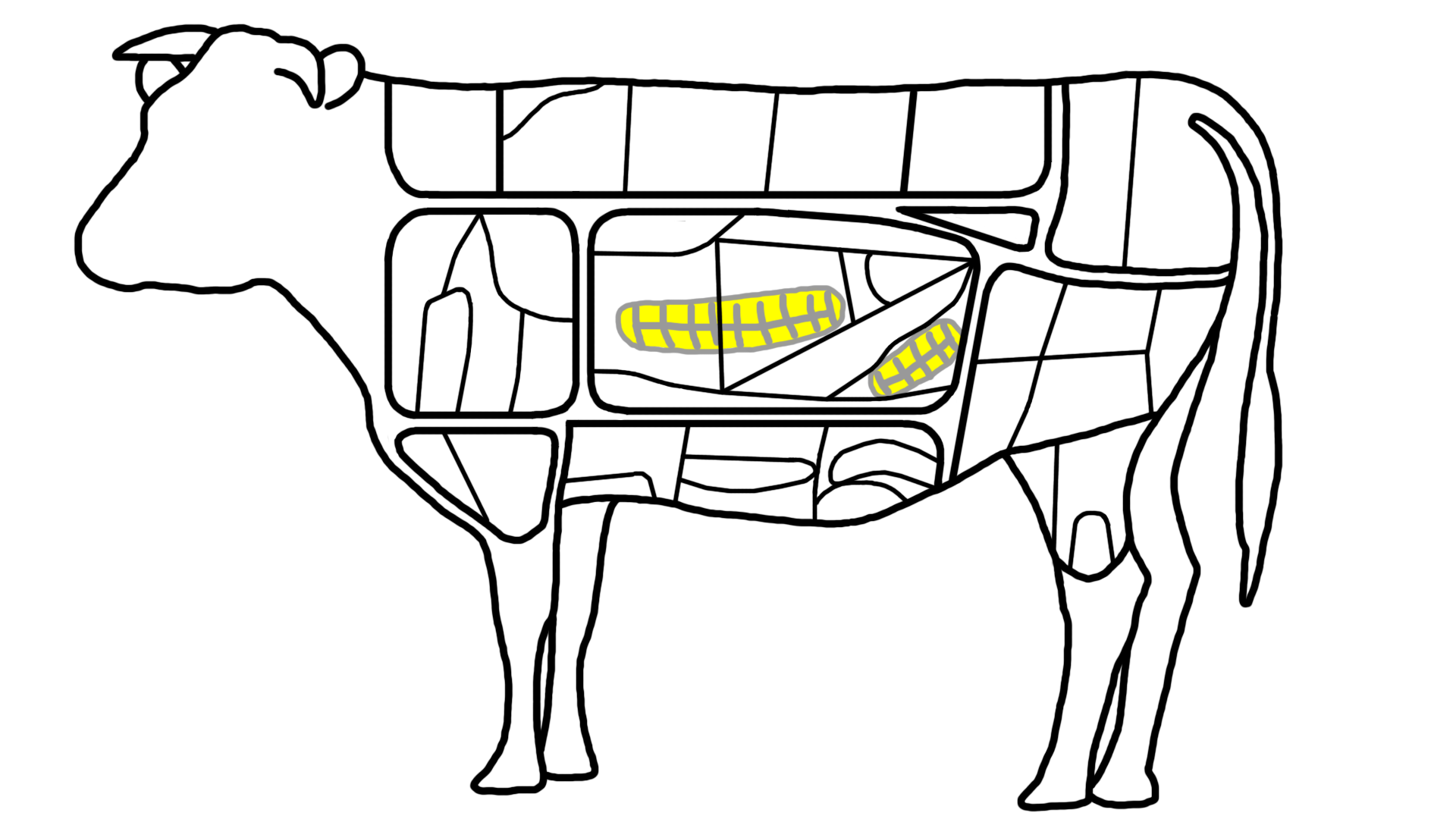
쇠고기 갈비살

갈비살은 갈비 부위에서 뼈를 제거하고, 그 사이에 있는 살코기를 분리한 것이다. "갈비"를 뜻하는 한자 "늑(肋)"과와 "사이"을 뜻하는 한자 "간(間)"을 써서 늑간살이라고 부르기도 한다. 길고 두툼한 모양이 손가락처럼 생겨서 영어로는 "리브 핑거(rib fingers→갈비 손가락)" 또는 "핑거 미트(finger meat→손가락 고기)"라 부른다.
- 쇠갈비에서 분리한 갈비살은, 분리한 부위에 따라 본갈비살, 꽃갈비살, 참갈비살로 나눌 수 있다.[1]
- 돼지갈비살은 돼지의 제1갈비뼈에서 제4 또는 제5갈비뼈까지에 해당하는 돼지갈비 부위에서 분리한다.[3]

## 같이 보기
- 꽃갈비
- 마구리
- 본갈비
- 안창살
- 앙트르코트
- 제비추리
- 참갈비
- 토시살